# Colour division
Colour division is het vijfde studioalbum van de combinatie Markus Reuter en Ian Boddy. Reuter is in kleine kring bekend vanwege zijn soundscapes, Boddy van de elektronische muziek. De heren traden ook op als muziekproducent en mixers van het album. Er werden in eerste instantie 500 exemplaren geperst via DiN, het eigen platenlabel van Boddy. Er werden vergelijkingen gemaakt met King Crimson en Mike Oldfield.

## Musici
- Markus Reuter – gitaar, gitaarsynthesizer, loops en soundscapes
- Ian Boddy – synthesizers, elektronica

## Muziek
| Nr. | Titel           | Duur |
| --- | --------------- | ---- |
| 1.  | Borderlands     | 7:39 |
| 2.  | Colour division | 9:10 |
| 3.  | Crescent        | 8:18 |
| 4.  | Fulcrum         | 6:57 |
| 5.  | Reveal          | 6;57 |
| 6.  | Beacon          | 9:05 |
| 7.  | Slowfall        | 4:32 |